# Сражение при Линьцине
Сражение при Линьцине (кит. 临清战役) — военная операция тайпинов с целью усиления войск Северного похода, проводившаяся в марте 1854 года. Подкрепления тайпинов, посланные из Нанкина, не смогли пробиться на север к окружённым в Фучэне войскам Северного похода и были вынуждены отступить.

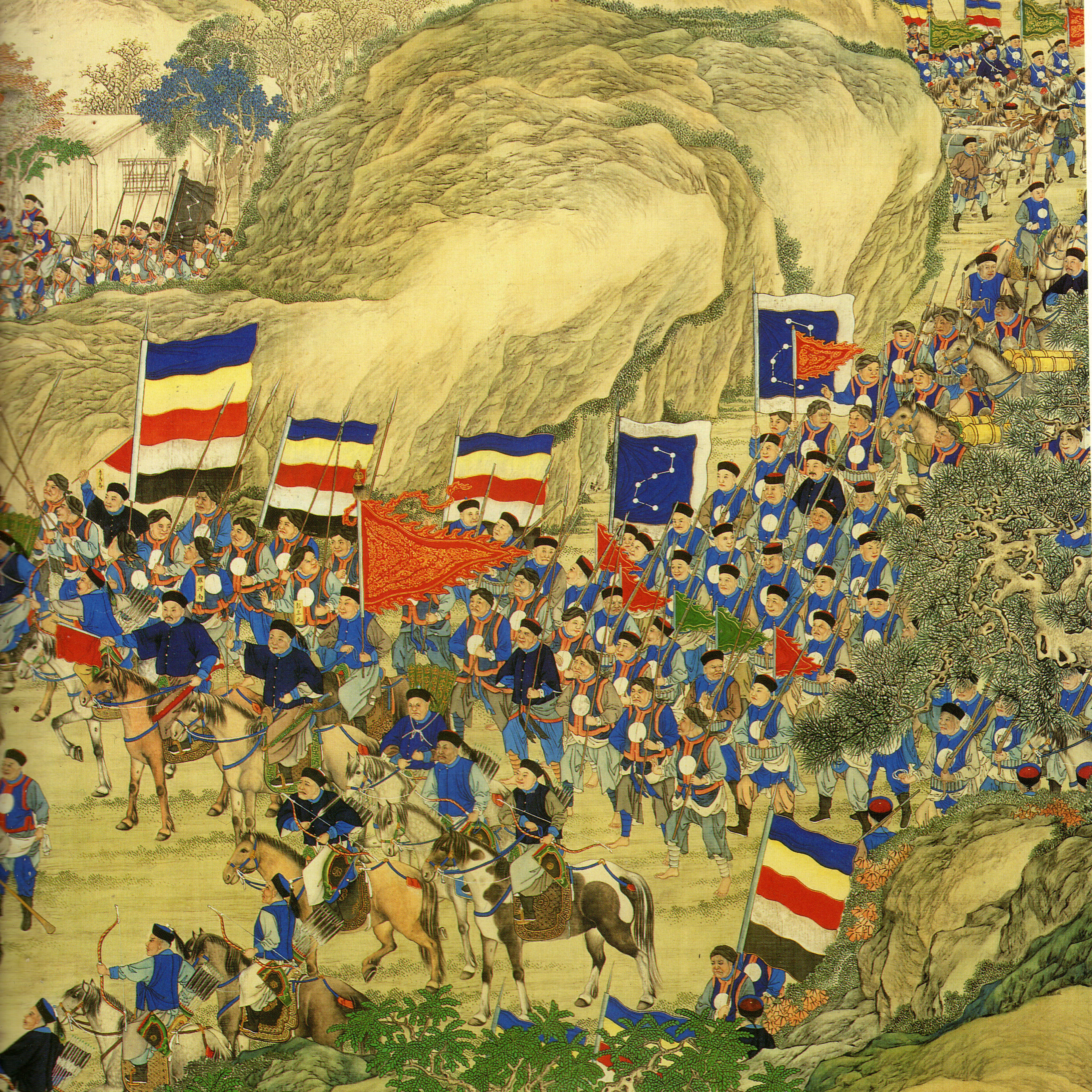
Цинская армия в походе

Поскольку тайпинские войска Северного похода в начале 1854 года оказались без какой-либо поддержки, у них не было другого выбора, кроме как отступить на юг, к Фучэну, и обратиться за помощью в Нанкин.
Тайпинское правительство послало из Аньцина на север в качестве подкрепления более 30 000 человек под командованием Хуан Шэнцая, Ся Гуаня и Цзэн Личана. Повстанцы няньцзюни присоединились к походу. 2 марта авангардные части подкрепления прибыли к Линьцину, расположенному на Великом канале. Город являлся важным торговым и военным центром, а также пунктом хранения продовольствия для войск. Цинское правительство всегда принимало строгие меры предосторожности и усилило его гарнизон. Известие о том, что в Линьцин прибыли тайпины, напугало императора Сяньфэна, и он приказал отправить к нему дополнительные войска. 
Тайпины плотно окружили Линьцин и начали штурм. Однако сильная контратака цинской армии отбила их удар. Видя, что штурм не удался, тайпины попытались перехитрить противника и стали подводить сапы, чтобы заложить взрывчатку под южной стеной. Одновременно более 400 человек, переодетых в цинских солдат, проникли в часть города.
В ночь на 15 марта южная стена была разрушена взрывом. Хуан Шэнцай и Цзэн Личан с основными силами ворвались через взорванные южные ворота и объединились с переодетыми повстанцами. Два отряда вошли через западные ворота, а один отряд — через восточные ворота. К ночи весь город был захвачен. Цинские войска бежали через северные ворота. Цинский генерал У Дянькуй взорвал пороховой погреб, поджёг склады зерна и сжег себя. 

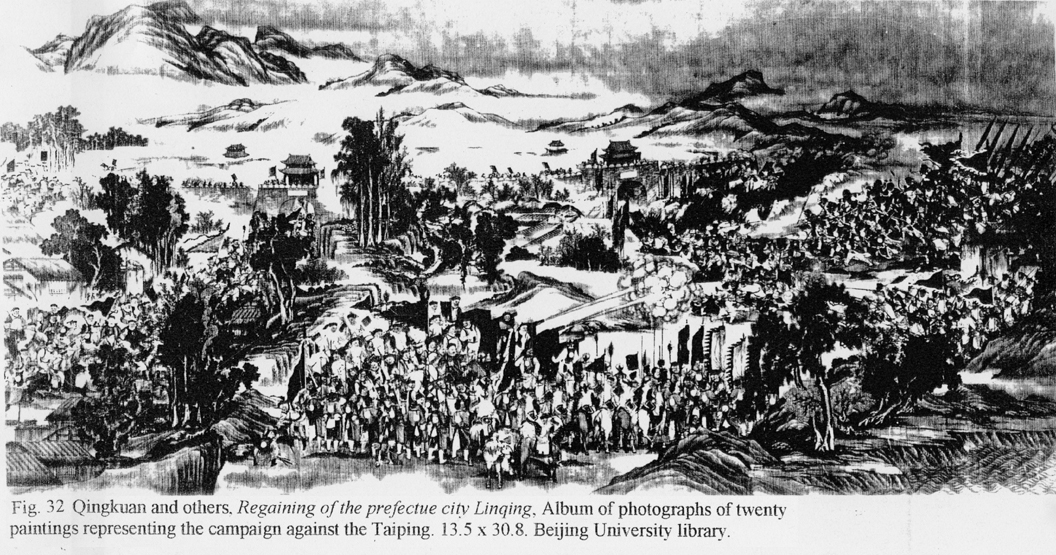
Возвращение Линьцина цинской армией

Новость о том, что тайпинские подкрепления захватили Линьцин, достигла Фучэна. Солдаты Северного похода были воодушевлены. Эти два города находились на расстоянии 200 миль друг от друга, и возникла возможность объединить силы.
Известие о том, что тайпины захватили Линьцин, дошло до столицы, и цинский двор был потрясен. Император Сяньфэн сделал строгий выговор своим генералам и приказал направить дополнительные войска для возвращения города.
Цинская армия перед бегством сожгла все запасы продовольствия и фуража, бывшие в городе, а у тайпинов не было возможности их доставить. Началось недовольство в войсках и отказы выполнять приказы. Руководство армией не смогло восстановить дисциплину. Кроме того, няньцзюни, ранее поддерживавшие повстанцев, стали покидать их армию. Столкнувшись с большим количеством подходивших цинских войск, тайпины не осмелились сражаться и в ночь на 24 марта начали отступление на юг, а затем отошла в направлении города Циншуй. Попытка подкрепления войск Северного похода закончилась неудачей.
В последующие дни цинские войска, преследуя тайпинов, нанесли им тяжелые потери. Не дождавшиеся помощи тайпинские войска Северного похода позже были уничтожены в Ляне и Фэнгуантуне окружившей их цинской армией.